# El Virgili
El Virgili és una casa de Seva (Osona) inclosa a l'Inventari del Patrimoni Arquitectònic de Catalunya.

## Descripció
Edifici de petites proporcions amb teulada a dues vessants i desaigua a la façana principal. Consta de planta baixa i un pis. Portal rectangular de pedra treballada i en lloc de la llisa, trobem una biga de roure. Totes les finestres i un balcó són de pedra de color vermell treballada. Fa uns quatre anys que va estar arrebossada de color blanc i l'interior restaurat.

## Història
El Virgili, el trobem esmentat en el cens General de Catalunya de 1626, i en el nomenclàtor de la província de Barcelona del 1860.
El Virgili, junt a d'altres masos de Seva, va formar part de la Quadra de Terrassola. La qual era una quadra de domini civil del propòsits de gener de la seu de Vic, i criminal dels veguers d'Osona i algun temps de la casa de Cabrera.